# 白山市立美川小学校
白山市立美川小学校（はくさんしりつ みかわしょうがっこう）は、石川県白山市和波町にある公立小学校。略称は「美川小」。校舎は2010年に建て替えられており、日本海と白山を一望できる展望台、レンガと木材を利用した校舎、芝生部分のある運動場が備わっている。

## 沿革
- 1872年7月 - 中町に数学義塾開く[1]。
- 1872年10月 - 学制発布に伴い、南町に美川小学校開校[1]。
- 1877年12月 - 校舎新築[1]。葵陽小学校と改称[1]。
- 1908年7月 - 現在地に新校舎が新築される[1]。
- 1947年4月 - 6・3制実施により美川小学校と改称[1]。
- 1954年11月 - 町村合併により，美川町立美川小学校となる[1]。
- 1963年6月 - 鉄筋コンクリート旧校舎が新築落成[1]。
- 1983年3月 - 現体育館（「奨健館」）完成[1]。
- 1997年3月 - 児童用プール完成[1]。
- 2005年2月 - 市町村合併により白山市立美川小学校となる[1]。
- 2009年11月 - 現校舎完成[1]。
- 2010年9月 - グランド工事完成[1]。竣工式[1]。
- 2022年 - 創立150周年を迎える[2]

## 通学区域
美川本吉町 美川中町 美川北町 美川新町 美川永代町 美川今町 美川神幸町 美川浜町 美川末広町 美川和波町 美川南町（ただし、手取川左岸の乙地番を除く。） 湊町（ただし、手取川右岸のヘ地番、ト地番、201～312番地のみ。）

## 教育方針
- 子どもが安心できる学校であること。授業がわかること、学校生活が楽しいこと、いじめがないこと、あるいは困っているときに教師や友達が寄り添ってくれること[1]。
- 保護者や地域の皆さんが安心して子どもを託せる学校であること[1]。

## 進学先中学校
- 美川中学校